# Коктерек (Акмолинская область)
Коктерек (каз. Көктерек) — село в Зерендинском районе Акмолинской области Казахстана. Входит в состав Зерендинского сельского округа. Код КАТО — 115630380.

## География
Село расположено на юге района, в 11 км на юго-восток от центра района и сельского округа села Зеренда. 

### Улицы[2]
- ул. Бейбитшилик,
- ул. Бирлик,
- ул. Достык,
- ул. Мектеп.

### Ближайшие населённые пункты
- село Ортаагаш в 8 км на востоке,
- село Кызылегис в 10 км на юге,
- село Зеренда в 11 км на северо-западе,
- аул Богенбай би в 14 км на юго-западе.

## Население
В 1989 году население села составляло 429 человек (из них казахов 60%, немцев 24%).
В 1999 году население села составляло 419 человек (232 мужчины и 187 женщин). По данным переписи 2009 года, в селе проживало 305 человек (150 мужчин и 155 женщин).
| Численность населения | Численность населения | Численность населения |
| 1989                  | 1999                  | 2009                  |
| --------------------- | --------------------- | --------------------- |
| 429                   | ↘419                  | ↘305                  |